# Tomas Oneborg
Tomas Krister Oneborg, född 28 mars 1958 i Hägerstens församling, Stockholm, död 29 mars 2020 i Hägerstens distrikt, Stockholm,  var en svensk fotograf.  
Oneborg var anställd vid Svenska Dagbladet i 34 år. Innan dess var han frilansfotograf för Expressen och Huvudstapress. Oneborg var den första pressfotografen på plats på Drottninggatan vid terrordådet i Stockholm 2017, och belönades med andra pris i Årets nyhetsbild 2018.
Oneborg avled efter att ha insjuknat i covid-19 i början av mars 2020. Han är begravd på Bromma kyrkogård.